# Cesarò

Localització de Cesarò

Cesarò (sicilià Risarò) és un municipi italià, dins de la ciutat metropolitana de Messina. L'any 2006 tenia 2.815 habitants. Limita amb els municipis d'Alcara li Fusi, Bronte (CT), Capizzi, Caronia, Cerami (EN), Longi, Maniace (CT), Militello Rosmarino, San Fratello, San Teodoro i Troina (EN).

## Administració
| Període | Identitat      | Partit        |
| ------- | -------------- | ------------- |
| 2007-   | Antonio Caputo | Llista cívica |

## Personatges il·lustres
- Vincenzo Leanza, president de Sicília